# Пасторат Магольм
Пастора́т Ма́гольм (нем. Pastorat Maholm), также пастора́т Ви́ру-Ни́гула (эст. Viru-Nigula kirikumõis, Viru-Nigula pastoraat) — церковная мыза в уезде Ляэне-Вирумаа, Эстония. Находится на территории посёлка Виру-Нигула. Согласно историческому административному делению мыза относилась к приходу Виру-Нигула. В годы Российской империи находилась на территории Эстляндской губернии и относилась к приходу Магольм.

## История мызы
Пасторат Виру-Нигула представляет собой хорошо сохранившийся образец церковной мызы. Это архаичный мызный ансамбль напротив церкви Виру-Нигула.
В 1795 году хозяином мызы стал Отто Вильгельм Мазинг, назначенный пастором Виру-Нигула.
На военно-топографических картах Российской империи (1846–1863 годы), в состав которой входила Эстляндская губерния, мыза обозначена как паст. Магольмъ.
В советское время в когда-то одном из богатейших пасторатов Эстонии работала больница и находилось общежитие, что существенно изменило его первоначальную планировку.
В 1986 году в помещениях главного здания бывшего пастората был открыт Краеведческий музей (Музей местной истории) Виру-Нигула.

## Главное здание
Главное здание пастората представляет из себя деревянное строение в стиле раннего классицизма на высоком цоколе, с полувальмовой крышей и горизонтальной дощатой обшивкой. Возводилось, как минимум, в четыре захода. Общий вид дома, членение фасада в стиле барокко и симметричный основной план отсылают к концу XVIII или началу XIX столетия. В центре здания перед входной дверью находится большая открытая веранда, декорированная деревянным кружевом; выполнена в конце XIX столетия. Похожие на лабиринт сводчатые подвалы дома и большая оболочная дымовая труба в северном крыле датируются, по-видимому, XVII столетием. Входная дверь в стиле позднего классицизма и внутренние двери являются простой столярной работой второй четверти XIX столетия. Нынешняя жестяная крыша возведена в конце 19-го столетия; первоначально она была более высокой.

## Мызный парк
Небольшой парк мызы датируется XIX столетием. Ряды древних деревьев позади главного здания напоминают о его старой регулярной планировке. В северо-восточной части парка находится маленький пруд, в центра которого расположен островок, к которому ведёт мостик. Через ручей, протекающий по территории парка, построен небольшой мост из плитняка. За главным зданием расположен плодовый сад, в котором сохранился колодец с воротом. Парк окружает ограда из плитняка.

## Мызный комплекс
Небольшую площадь перед главным зданием окружают вспомогательные постройки: хлев, амбар и конфирмации с фасадом в стиле историзма.
В Государственный регистр памятников культуры Эстонии внесены 8 объектов мызного комплекса:
- главное здание пастората (при инспектировании 05.06.2018 находилось в удовлетворительном состоянии)[2];
- парк (при инспектировании 05.06.2018 находился в хорошем состоянии)[6];
- дом пастора (при инспектировании 30.03.2015 находился в удовлетворительном состоянии)[7];
- колодец (при инспектировании 30.03.2015 находился в хорошем состоянии)[8];
- дом конфирмации (при инспектировании 28.06.2011 находился в плохом состоянии)[9];
- каретник (при инспектировании 03.09.2019 находился в удовлетворительном состоянии)[10];
- хлев (при инспектировании 07.05.2014 находился в аварийном состоянии)[11];
- мост (при инспектировании 30.03.2015 находился в удовлетворительном состоянии)[12].